# シンフォニー豊田ビル

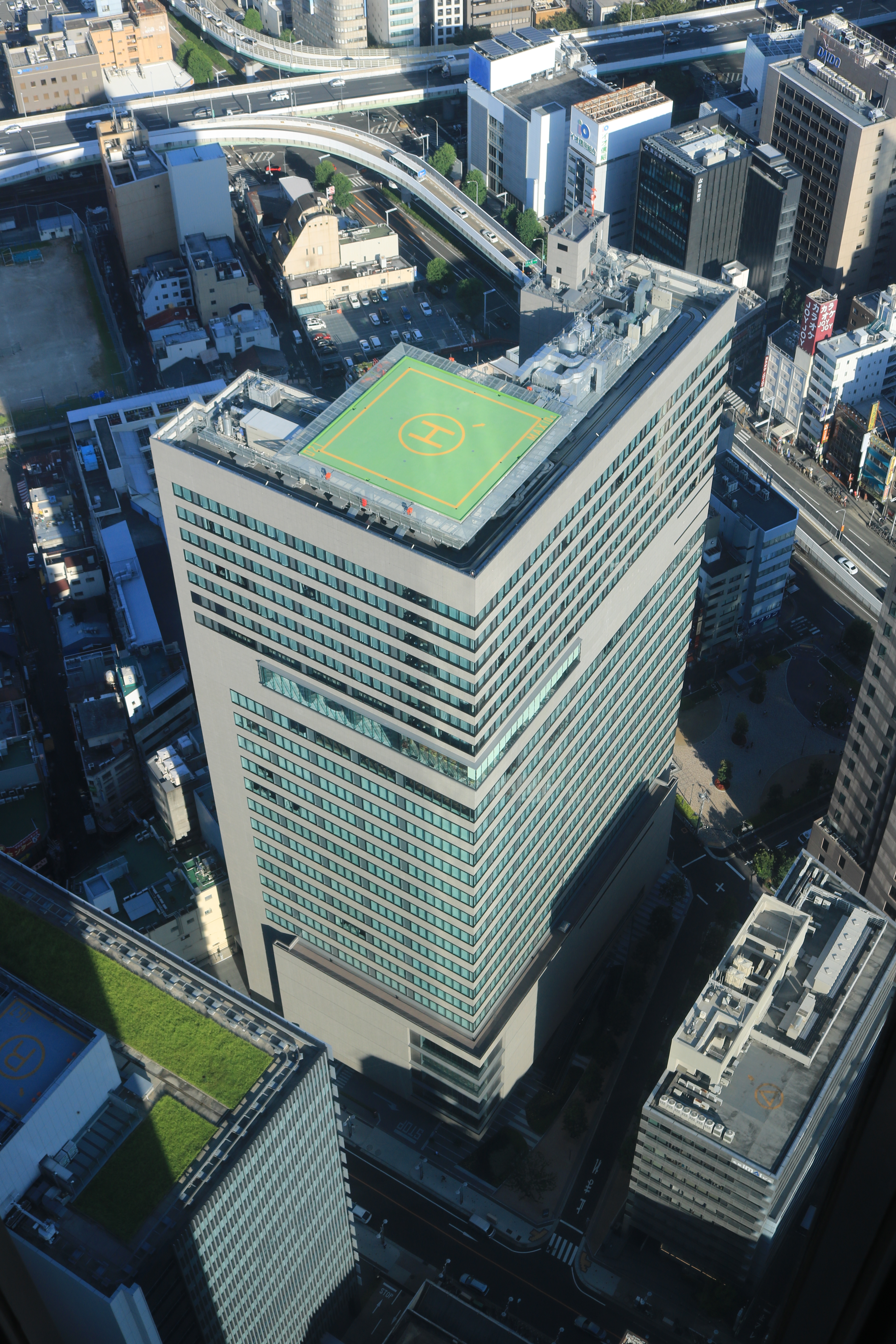
ミッドランドスクエアから見下ろすシンフォニー豊田ビル、手前北側に名古屋クロスコートタワー（2017年（平成29年）9月）

シンフォニー豊田ビル（シンフォニーとよたビル、Symphony TOYOTA Building）は、愛知県名古屋市中村区名駅四丁目にある地上25階、地下2階、高さ115ｍの超高層ビルである。設計施工を竹中工務店、管理運営をトヨタ不動産が担当している。

## 概要
元々、同ビルの所在地には第二豊田ビル（地上9階、地下3階、1973年（昭和48年）完成）があったものの、社屋の老朽化が著しくなったことを受け、2013年（平成25年）6月21日から解体工事が進められた。
その跡地を利用し、名古屋駅前の「第二豊田ビル」の建替えプロジェクトとして「西館」と「東館」の間を通っていた市道を西に移動させて一体的に再開発を図り、解体に伴い離散した豊通グループ各企業を集約させた。
オフィスビルとしてトヨタグループの総合商社、豊田通商（化学品・エレクトロニクス本部）と関連企業が入居しているほか、飲食・物販・シアターなどの商業施設、三井ガーデンホテル名古屋プレミアなどの宿泊施設も兼ね備えている。
特にホテルが入居する複合ビルというのは東和不動産としては初めてとなった。
尚、名称のシンフォニーには、ギリシャ語で「共に」を意味する（シン）と、同じくギリシャ語で「響き」を意味する（フォニー）の意味が込められている。
また、東和不動産単独所有ビル4棟（ミッドランドスクエア、名古屋クロスコートタワー、センチュリー豊田ビル、シンフォニー豊田ビル）を地下で結び、天候などに左右されず、人々が回遊できる地下通路「地下環状ネットワーク」が設置された。南側には西柳公園が隣接している。

## 沿革
- 2014年（平成26年）6月4日 - 三の丸への建設がほぼ決定[1]。
- 2015年（平成27年）
  - 7月1日 - 名称を「シンフォニー豊田ビル」に決定したと発表[5]。
  - 10月21日 - シネマコンプレックスの名称を「ミッドランドスクエアシネマ2」に決定したと発表[5]。
  - 12月7日 - 地下作業用の仮設壁に穴が開いて歩道下の土砂や地下水が流れ込み、縦横約4mで深さ約5mの穴が歩道に生じる陥没事故が発生[6]。
- 2016年（平成28年）
  - 7月12日 - 完工式[2]。
  - 7月15日 - シネマコンプレックスの「ミッドランドスクエアシネマ2」が開業[2]。
  - 9月16日 - 地下通路「地下環状ネットワーク」を開設[2]。
  - 同日 - 「三井ガーデンホテル名古屋プレミア」と飲食店街が開業[2]。
  - 10月24日 - オフィス階（6-17F）全開業、運用開始。

## 入居企業
- 豊田通商（化学品・エレクトロニクス本部）10F・12F 及び、関連企業 6F - 17F[2]
  - 豊通シスコム 本社 6F - 9F
  - 豊通ケミプラス 名古屋支店 10F
  - ネクスティ エレクトロニクス 名古屋本社 11F - 12F
  - 豊通マシナリー 本社 13F・15F
  - 豊通マテリアル 本社 14F
  - 豊通鉄鋼販売 本社 15F
  - 豊通エネルギー 本社 15F
- 三井ガーデンホテル名古屋プレミア（18F - 25F）
- シネマコンプレックス「ミッドランドスクエア シネマ2」（中日本興業、松竹マルチプレックスシアターズ）（2F - 5F）
- 飲食店街 6店舗（B1 - 1F）

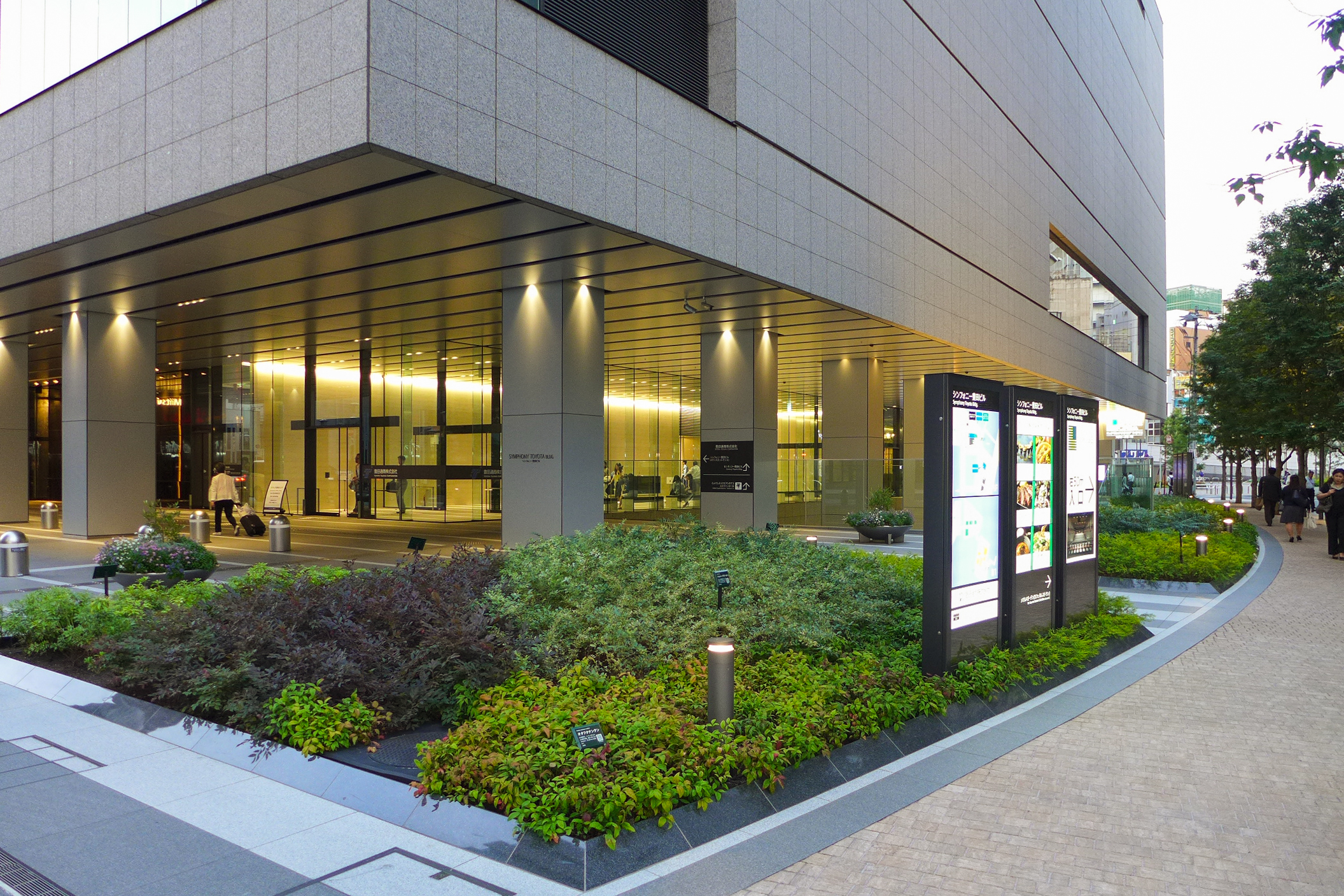
オープンスペース
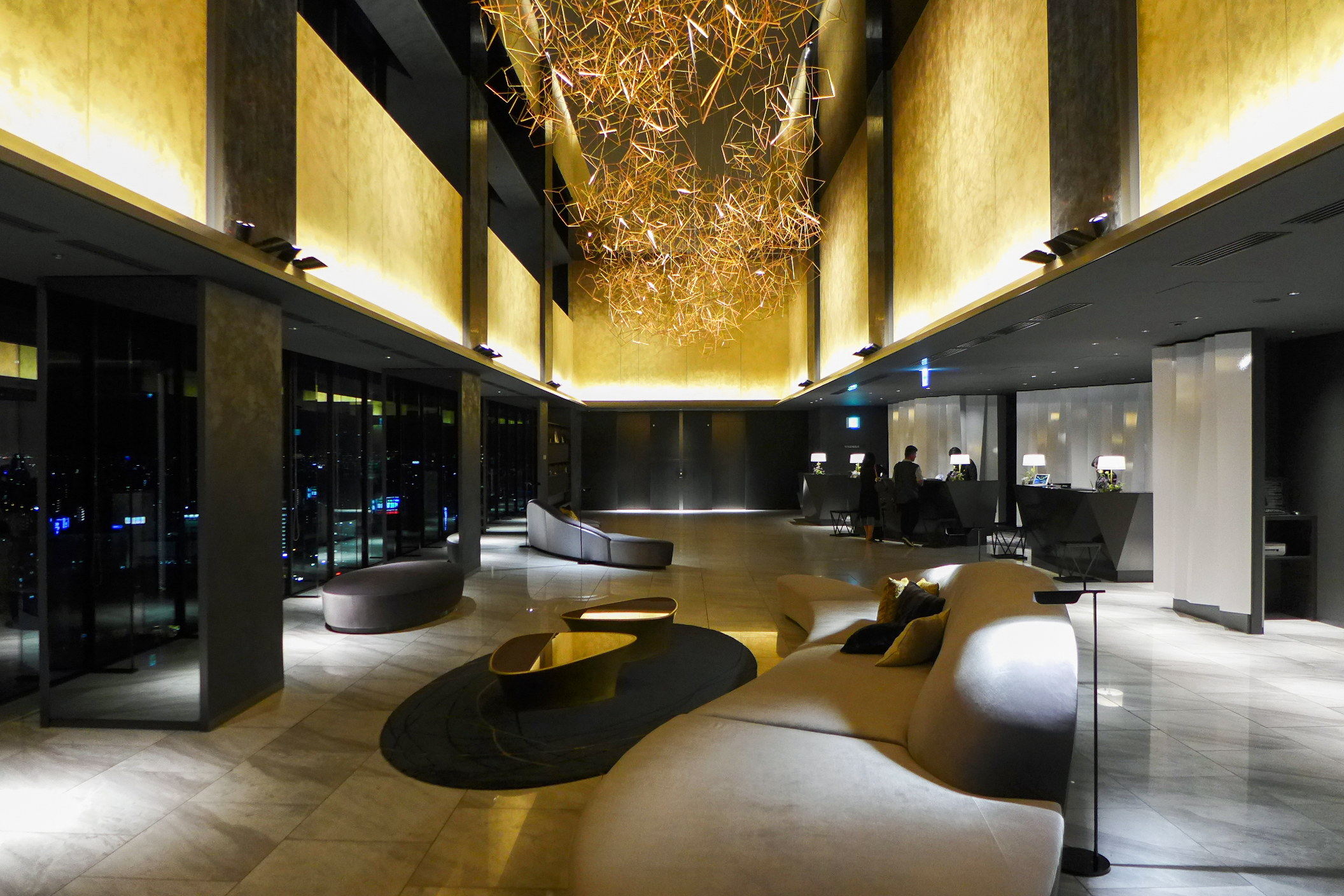
三井ガーデンホテル名古屋プレミア

## 交通アクセス
- JR・名古屋市営地下鉄桜通線 名古屋駅から徒歩で約5分。
- 近鉄名古屋駅・名鉄名古屋駅・名古屋市営地下鉄東山線 名古屋駅から徒歩で約3分。
- 名古屋高速都心環状線 錦橋出口の西400mほどに位置し、名駅入口の北100mほどに位置する。